# 宮坂香帆
宮坂香帆（みやさか かほ，10月17日—），出生於日本千葉縣，漫畫家，血型為A型，處女作「ジャングル・ボーイ」（1992年少女コミック増刊11月15日号にて），代表作有《初恋的悸動》、《微熱少女》等。

## 作品
- 《初戀的悸動（日语：「彼」first love）》（全10冊）
- 《惡黨》（全1冊）
- 《惡黨Ⅱ-惡魔之吻》（全1冊）
- 《純藍熱吻（日语：Kiss in the Blue）》（全4冊）
- 《微熱少女》（全10冊）
- 《放學後的戀愛預兆》（全1冊）
- 《宮坂香帆最愛精選 The Best Selection》（全1冊）
- 《Real Kiss - 真心的吻》（全1冊）
- 《未成年Lovers》（1－3話）
- 《傻傻未知愛（日语：僕達は知ってしまった）》（全14冊）
- 《LOVE 我愛妳》（全1冊）
- 《16歲KISS 》(全1冊)
- 《壞情人》(全1冊)
- 《紅線情》（全9冊）
- 《薔薇色的約定》(5冊-)
- 《10萬分之1（日语：10万分の1）》（全9冊）

## 外部連結
- 宮坂香帆Official Site Love Factory（页面存档备份，存于）